# Кулідж (Техас)
Кулідж (англ. Coolidge) — місто (англ. town) в США, в окрузі Лаймстоун штату Техас. Населення — 778 осіб (2020).

## Географія
Кулідж розташований за координатами 31°45′5″ пн. ш. 96°39′8″ зх. д. / 31.75139° пн. ш. 96.65222° зх. д. (31.751448, -96.652220).  За даними Бюро перепису населення США в 2010 році місто мало площу 2,55 км², з яких 2,46 км² — суходіл та 0,09 км² — водойми.

## Демографія
Згідно з переписом 2010 року, у місті мешкало 955 осіб у 315 домогосподарствах у складі 240 родин. Густота населення становила 375 осіб/км².  Було 350 помешкань (137/км²).
Расовий склад населення:
| - 52,0 % — білих - 20,4 % — чорних або афроамериканців - 1,7 % — корінних американців - 23,0 % — осіб інших рас |

До двох чи більше рас належало 2,8 %. Частка іспаномовних становила 43,0 % від усіх жителів.
За віковим діапазоном населення розподілялося таким чином: 33,5 % — особи молодші 18 років, 56,7 % — особи у віці 18—64 років, 9,8 % — особи у віці 65 років та старші. Медіана віку мешканця становила 28,9 року. На 100 осіб жіночої статі у місті припадало 103,6 чоловіків;  на 100 жінок у віці від 18 років та старших — 103,5 чоловіків також старших 18 років.
Середній дохід на одне домашнє господарство  становив 35 646 доларів США (медіана — 29 861), а середній дохід на одну сім'ю — 39 913 долари (медіана — 35 167). Медіана доходів становила 23 587 доларів для чоловіків та 24 023 долари для жінок. За межею бідності перебувало 31,9 % осіб, у тому числі 53,4 % дітей у віці до 18 років та 14,9 % осіб у віці 65 років та старших.
Цивільне працевлаштоване населення становило 370 осіб. Основні галузі зайнятості: виробництво — 40,5 %, освіта, охорона здоров'я та соціальна допомога — 19,5 %, роздрібна торгівля — 10,3 %, науковці, спеціалісти, менеджери — 10,0 %.